# West Lancashire
West Lancashire – dystrykt w hrabstwie Lancashire w Anglii.

## Miasta
- Ormskirk
- Skelmersdale

## Inne miejscowości
Andertons Mill, Appley Bridge, Aughton, Banks, Barrow Nook, Bickerstaffe, Bispham Green, Burscough, Dalton, Downholland Cross, Drummersdale, Great Altcar, Halsall, Haskayne, Hesketh Bank, Holmes, Holmeswood, Hundred End, Lathom, Mere Brow, Newburgh, Parbold, Rufford, Scarisbrick, Shirdley Hill, Sollom, Tarleton, Up Holland, Wrightington, Wrightington Bar.